# Гней Бебій Тамфіл (претор)
Гней Бебій Тамфіл (*Gnaeus Baebius Tamphilus, д/н — після 167 до н. е.) — політичний діяч часів Римської республіки.

## Життєпис
Походив з роду Бебіїв Тамфілів, був патрицієм у другому поколінні. Син Гнея Бебія Тамфіла, консула 182 року до н. е. Про молоді роки нічого невідомо. У 168 році до н. е. обирається міським претором. 
У 167 році до сенатської комісії (разом з Публієм Елієм Лігом, Публієм Манілієм, Публієм Теренцієм Тусцивіканом та Гаєм Ціцереєм), якою було доручено облаштувати провінцію Іллірик, отриману Римом після перемоги над Македонією. Ймовірно, помер невдовзі після повернення до Риму. З ним можливо закінчилася лінія Бебіїв Тамфілів.